# 왕백
왕백(王伯, ? ~ ?)은 전한 말기의 관료로, 탁군 고양현(高陽縣) 사람이다. 경조윤 왕존의 아들이다.

## 행적
경조윤을 지냈으나, 일을 제대로 하지 못하여 면직되었다.
왕백은 《한서》 권19의 역대 경조윤 명단에서 누락되어 있기 때문에, 정확한 재임시기는 알 수 없다.

## 출전
- 반고, 《한서》 권76 조윤한장양왕전(趙尹韓張兩王傳)

| 전임 (불명) | 전한의 경조윤 | 후임 (불명) |